# Opsiplanon luella
Opsiplanon luella är en insektsart som först beskrevs av Metcalf 1923.  Opsiplanon luella ingår i släktet Opsiplanon och familjen vedstritar. Inga underarter finns listade i Catalogue of Life.